# Zabalgana
Zabalgana és un barri i futur districte de la ciutat de Vitòria (Àlaba). Encara en construcció, quan serà finalitzat en el seu conjunt s'espera que arribi a ser habitat per més de 30.000 persones. És, al costat de Salburua, una de les expansions urbanes de la ciutat de finals del segle xx.

## Geografia
Està situat en l'extrem sud-oest de la ciutat, limitant a l'oest amb el bosc de Zabalgana, al sud amb la muntanya d'Armentia, a l'est amb el barri d'Ariznabarra i al nord amb Ali i Sansomendi.

## Demografia
Segons dades de l'ajuntament, el barri tenia l'1 gener del 2012 una població de 16.973 habitants i la població estrangera ascendia al 10,9%. En l'any 2011, la població era de 14.232 persones (5,9% del municipi), resultant una densitat de població de 3997,6 hab./km² i amb una edat mitjana de 30,9 anys (2010).

## Divisió

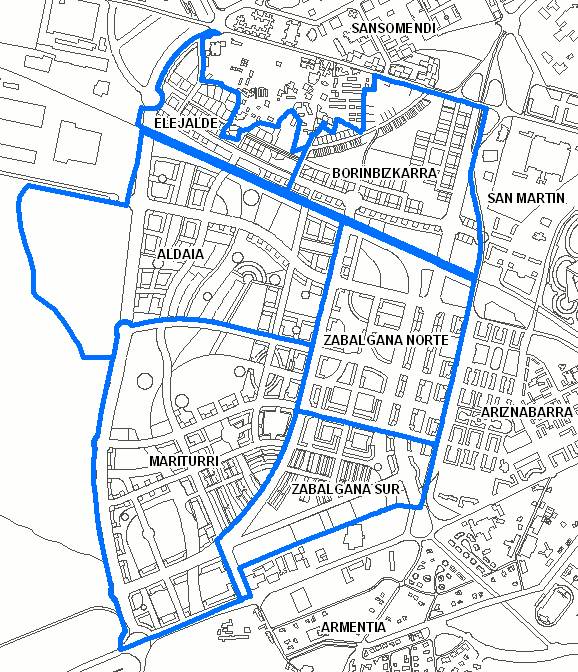
zones de Zabalgana.

Segons el Pla General d'Ordenació Urbana del Municipi, de desembre de 2000, el districte es divideix en 6 sectors urbanístics, numerats de l'1 al 6:
| sectors | Nom             | Superfície | Habitatges totals | Protecció oficial | Lliures |
| ------- | --------------- | ---------- | ----------------- | ----------------- | ------- |
| 1       | Borinbizkarra   | 343.505 m² | 2.000             | 1.568             | 432     |
| 2       | Zabalgana norte | 377.281 m² | 1.711             | 1.283             | 428     |
| 3       | Zabalgana sur   | 262.459 m² | 963               | 502               | 461     |
| 4       | Elejalde        | 149.430 m² | 800               | 538               | 262     |
| 5       | Aldaia          | 651.036 m² | 2.621             | 1.967             | 654     |
| 6       | Mariturri       | 700.960 m² | 4.133             | 3.391             | 742     |

- Zabalgana centro / Zona consolidada: És la part del barri que ja està finalitzada. Alberga ja uns 8.000 habitants i s'espera que superi els 10.000. Les seves principals artèries són l'avinguda Reina Sofia, l'Avinguda dels Drets Humans i l'Avinguda de Zabalgana. Les cases no superen en general les 6 altures. Destaca el pas del riu Ali pel mig dels seus carrers.

- Mariturri: sector construït durant l'any 2008, 2009 i 2010. Se situa en l'extrem sud del barri i destaca per la seva plaça portificada (a l'estil de les places majors vuitcentistes) i les seves descomunals torres de 12 i 15 pisos.

- Aldaia: sector encara en construcció i amb un nombre creixent d'habitants. És la part més propera al bosc de Zabalgana, i podria arribar a albergar unes 10.000 persones quan estigui finalitzada.

- Elejalde i Borinbizkarra: Els 2 sectors que s'estan acabant de construir l'any 2012, la ubicació dels quals és pròpia al nord de la via del ferrocarril, limiten amb Ali i Sansomendi.